# Pampadromaeus
Pampadromaeus („běžec po pampách“) byl rod vývojově velmi primitivního sauropodomorfního dinosaura, žijícího v období raného svrchního triasu (geologický věk carn, asi před 233 miliony let) na území dnešní Brazílie (stát Rio Grande do Sul). Fosilie pampadromea byly objeveny v sedimentech geologického souvrství Santa Maria na lokalitě známé jako Várzea do Agudo (či také „Janner“). Formálně byly popsány týmem paleontologů v roce 2011.

## Popis

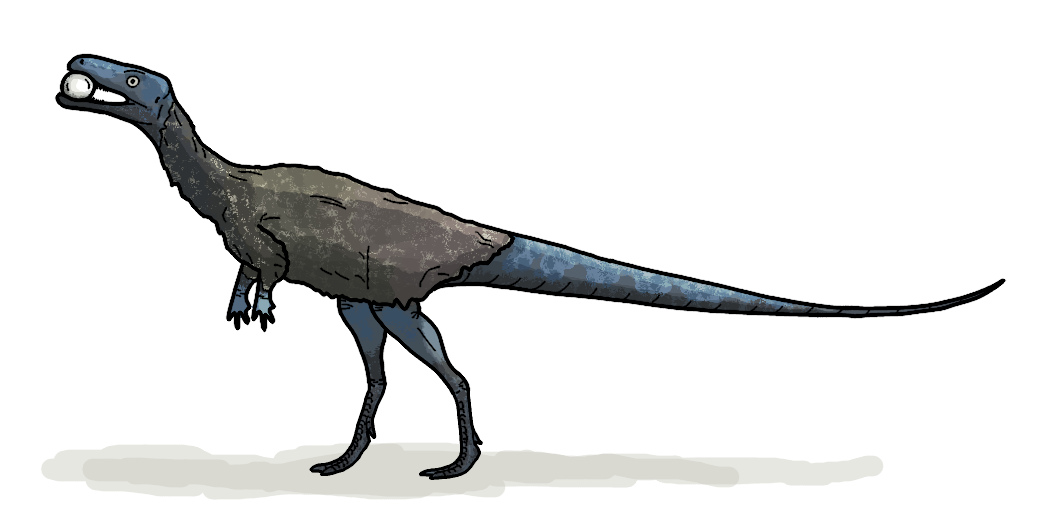
Pampadromaeus - přibližná rekonstrukce vzezření.

Holotyp nese označení ULBRA-PVT016 a jedná se o téměř kompletní lebku a částečně dochovanou postkraniální kostru malého dvounohého dinosaura. Celková délka těla tohoto dinosaura činila podle paleontologa Thomase Holtze, Jr. asi 1,5 metru a jeho hmotnost dosahovala několika kilogramů. Podle Gregoryho S. Paula byl Pampadromaeus rovněž dlouhý kolem 1,5 metru a dosahoval hmotnosti kolem 4 kilogramů.
Pampadromaeus ještě neměl pneumatizované kosti s invazivním systémem vzdušných vaků a nebyl tak nejspíš vybaven extrémně výkonnou dýchací soustavou, charakteristickou pro pozdější plazopánvé dinosaury.

## Zařazení
Podle provedené fylogenetické analýzy je tento rod bazálním (vývojově primitivním) zástupcem rozsáhlé skupiny sauropodomorfů. Mezi jeho příbuzné může patřit například druh Panphagia protos, Buriolestes schultzi a někteří další. Vzdáleněji příbuzným rodem je Saturnalia, známá ze stejného souvrství.